# فانيكولم
فانيكولم (بالإنجليزية: Vannikulam)‏ هي منطقة سكنية تقع في سريلانكا في المقاطعة الشمالية.